# Karel Čipera
Karel Čipera (Praga, 9 ottobre 1899 – 22 giugno 1981) è stato un calciatore cecoslovacco, di ruolo difensore.

## Carriera

### Nazionale
Esordisce il 28 settembre 1924 contro la Jugoslavia (0-2). Il 15 settembre 1929 scende in campo contro l'Austria indossando la fascia di capitano: i cecoslovacchi perdono 2-1. In 17 incontri internazionali, con Čipera in campo, la Cecoslovacchia ha perso solo in due occasioni.

## Palmarès

### Club

#### Competizioni nazionali
- Campionato cecoslovacco: 3

Slavia Praga: 1928-1929, 1929-1930, 1930-1931